# Juan Galeano
Juan Jairo Galeano Restrepo (Andes, 12 agosto 1962) è un ex calciatore colombiano, di ruolo attaccante.

## Biografia
Nato nella regione di Antioquia, figlio di Senén Galeano e Rosa Restrepo, ha otto fratelli. Ha trascorso l'infanzia nella sua cittadina d'origine, Andes, prima di trasferirsi a Medellín per motivi di studio; interruppe la carriera accademica a causa di quella calcistica, che lo portò all'Atlético Nacional nel 1980. È sposato con Isabel Cristina Salazar.

## Caratteristiche tecniche
Dapprima giocava come fantasista, salvo poi riconvertirsi in un prolifico centravanti (ha segnato circa cento reti). Ha patito numerosi infortuni durante la sua carriera.

## Carriera

### Club
Dopo aver giocato con varie compagini giovanili, tra cui la selezione di Antioquia, ha debuttato in Categoría Primera A il 18 ottobre 1981, nella partita Deportes Quindío-Atlético Nacional, subentrando al sessantacinquesimo minuto a Hernán Darío Gómez. Durante la sua permanenza all'Atlético Nacional ha vinto la Coppa Libertadores 1989 e la Coppa Interamericana nel 1990, oltre ad un titolo nazionale nel 1981. Si è trasferito al Millonarios nel 1991, lasciandolo dopo una stagione, e si è ritirato nel 1993.

### Nazionale
Ha giocato con la Nazionale Under-19 e Under-23, e ha disputato la Copa América 1987 con la selezione maggiore. Un infortunio ne ha pregiudicato la partecipazione a Italia 1990.

### Dopo il ritiro
Ha ricoperto il ruolo di assistente tecnico di Santiago Escobar (fratello dell'amico Andrés Escobar) all'Atlético Nacional, seguendolo anche all'Once Caldas; Ha poi svolto lo stesso incarico per Carlos Hoyos all'Itagüí fino al novembre 2009. Ha inoltre contribuito alla creazione della scuola calcio Andrés Escobar.

## Palmarès

### Club

#### Competizioni nazionali
- Campionato colombiano: 2

Atlético Nacional: 1981
Millonarios: 1991

#### Competizioni internazionali
- Coppa Libertadores: 1

Atlético Nacional: 1989
- Copa Interamericana: 1

Atlético Nacional: 1990